# 旌節花屬
旌节花属（Stachyurus）是旌节花科的唯一一個屬，下含5-10种，全部分布在亚洲从喜马拉雅山到日本一线，中国有约8种，分布在秦岭以南各地。
本屬植物为落叶或常绿灌木，也有小乔木和攀援灌木，具有极叉开的分枝，单叶，互生，有锯齿，有托叶；花小，辐射对称，两性或杂性，或雌雄异株，花瓣4，呈覆瓦状排列，排成侧生的穗状花序或总状花序，类似中国古代的旌节，因此得名；果实为浆果。
1981年的克朗奎斯特分类法将本科列入堇菜目，1998年根据基因亲缘关系分类的APG 分类法将其放在蔷薇分支中，没有归入任何一目，2003年经过修订的APG II 分类法将其列入新设立的缨子木目。

## 物種名錄
| - 中国旌节花 S. chinensis - 滇缅旌节花 S. cordatulus - 西域旌节花 S. himalaicus - 倒卵叶旌节花 S. obovatus | - S. praecox - 凹叶旌节花 S. retusus - 柳叶旌节花 S. salicifolius - 云南旌节花 S. yunnanensis |